# Law & Order: Criminal Intent (seizoen 5)
Dit artikel vat het vijfde seizoen van Law & Order: Criminal Intent samen.

## Hoofdrollen
- Vincent D'Onofrio - rechercheur Robert Goren
- Chris Noth - rechercheur Mike Logan
- Kathryn Erbe - rechercheur Alexandra Eames
- Annabella Sciorra - rechercheur Carolyn Barek
- Jamey Sheridan - hoofd recherche James Deakins
- Courtney B. Vance - assistent-officier van justitie Ron Carver

## Terugkerende rollen
- Leslie Hendrix - dr. Elizabeth Rodgers

## Afleveringen
| Nr. | Aflevering | Titel                           | Regisseur            | Schrijver(s)                            | Selectie gastrollen | Uitzenddatum      |  |
| --- | ---------- | ------------------------------- | -------------------- | --------------------------------------- | --- | ----------------- |  |
| 90 | 1          | Grow                            | Frank Prinzi         | Marlane Gomard Meyer René Balcer        | Olivia d'Abo - Nicole Wallace Boris McGiver - Larry Chapel Molly Gottlieb - Gwen Chapel Kevin J. O'Connor - dr. Evan Chapel Jim Moody - Super J. King - rechercheur Bristol | 25 september 2005 |  |
| Wanneer een gezondheidsinspecteur wordt vermoord gaan Goren, Eames en de nieuwe rechercheur Mike Logan op onderzoek uit. Zij verdenken al snel Nicole Wallace, een oude vijand, en ontdekken dat de zaak te maken heeft met drugs. De connectie tot de zaak ligt bij de broer van het slachtoffer, Evan Chapel, een weduwnaar en medisch onderzoeker die nu een romantische relatie heeft met Nicole. De rechercheurs zijn nu bang dat de jonge dochter van Evan het volgende slachtoffer van Nicole zal zijn. |            |                                 |                      |                                         | |                   |  |
| 91 | 2          | Diamond Dogs                    | Norberto Barba       | Warren Leight Charlie Rubin René Balcer | Rebecca Wisocky - Dede McCann Peter Scanavino - Johnny Feist Zoe Lister Jones - Maya Sampson Lee Brock - mrs. Crais Adrian Martinez - Kellogg Blanche Baker - Miriam Engles | 2 oktober 2005    |  |
| Logan krijgt zijn eerste zaak met zijn nieuwe partner, rechercheur Carolyn Barek. De zaak betreft een serie van overvallen op juweliers die in geweld toeneemt. Hun eerste verdachte is Johnny Feist, een drugsverslaafde, en verder onderzoek leidt hen naar een criminele moeder-zoonrelatie. Zij ontdekken dat de moeder de leiding heeft in de criminele organisatie. |            |                                 |                      |                                         | |                   |  |
| 92 | 3          | Prisoner                        | Rick Wallace         | Gina Gionfriddo René Balcer             | Elizabeth Marvel - Jenny Hendry Corbin Bernsen - William Hendry Brian Tarantina - Vic Bowman Eric LaRay Harvey - hulpsheriff Warden Selenis Leyva - secretaresse van Warden Jack O'Connell - Dennis Murphy                                                                        | 9 oktober 2005    |  |
| Wanneer gevangenisbewaker William Hendry beweert mishandeld te zijn, en gedwongen werd om $ 50.000,- te betalen om zijn tien jaar geleden ontvoerde vrouw terug te krijgen, gaan Goren en Eames op onderzoek uit. Tijdens hun onderzoek ontdekken zij dat de vrouw niet ontvoerd werd maar weggelopen is met een ontsnapte gevangene. Later ontdekken de rechercheurs dat de zogenaamde ontvoerder ingehuurd werd door de bewaker om zijn vrouw te vermoorden. |            |                                 |                      |                                         | |                   |  |
| 93 | 4          | Unchained                       | Alex Zakrzewski      | Stephanie Sengupta René Balcer          | David Keith - rechercheur Mark Virgini Kelly Karbacz - Renata Virgini Nick Sandow - rechercheur Albert Kirkoff John Michael Bolger - politieagent Long Lee Wilkof - dr. Melowitz Stelio Savante - Phil Bartoli                                                                    | 16 oktober 2005   |  |
| Wanneer de zoon van een politieagent wordt vermoord door de maffia gaan Logan en Barek op onderzoek uit. Zij ontdekken dat de moord een vergissing was en verder onderzoek brengt hen bij twee rivaliserende maffia families. Al snel begint Logan te geloven dat de ware moordenaars niet bij de maffia gezocht moet worden maar bij de politieagenten die betaald worden door de maffia. Dan brengt hun onderzoek hen bij een bepaalde politieagent, zij hebben nu de moeilijke opdracht om zijn dochter tegen hem op te zetten voor een bekentenis. Als dan de verdachte en zijn advocaat de geschiedenis van Logan in diskrediet brengen begint zelfs Deakins te twijfelen over de aanstelling van Logan op zijn afdeling. |            |                                 |                      |                                         | |                   |  |
| 94 | 5          | Acts of Contrition              | Frank Prinzi         | Warren Leight René Balcer               | Susan Misner - zuster Olivia Amy Wright - zuster Dorothy Marc Aden Gray - pastoor Manning Barbara Andres - moeder overste Bill Camp - Mickey Lawrence Gilliard - Eddie Roberts | 23 oktober 2005   |  |
| Wanneer een zuster, die zich inzette tegen kinderprostitutie, in haar kerk wordt vermoord gaan Goren en Eames op onderzoek uit. Zij komen al snel uit bij een verdachte, de jongeman Eddie Roberts die gerechtigheid zoekt voor zijn oudere broer die veroordeeld is voor een haatmisdrijf. De rechercheurs weten dat de zaak gemaakt of gebroken kan worden door de jonge zuster Olivia, die meer weet dan dat zij vertelt. |            |                                 |                      |                                         | |                   |  |
| 95 | 6          | In the Wee Small Hours (Deel 1) | Jean de Segonzac     | Stephanie Sengupta René Balcer          | Colm Meaney - rechter Harold Garrett Matt O'Leary - Ethan Garrett Lucinda Jenney - Elise Garrett Geneva Carr - Faith Yancy Kathleen McNenny - mrs. Lunden Naomi Aborn - Bethany Lunden Jake Weary - Tim Stenton Billy Lush - Conroy 'Connie' Smith                                | 6 november 2005   |  |
| Wanneer drie tieners uit Iowa vermist worden tijdens hun schoolreis naar New York gaan Goren, Logan, Eames en Barek op onderzoek uit. Hun onderzoek brengt hen bij de zoon Ethan Garrett van een machtige rechter, dit brengt een groot mediacircus op gang wat zelfs de rechercheurs verbaast. De zaak wordt nog groter als blijkt dat de vader en rechter een medeplichtige is van zijn zoon. Maar hij is niet bang voor het onderzoek van de rechercheurs en wil hard terugslaan. |            |                                 |                      |                                         | |                   |  |
| 96 | 7          | In the Wee Small Hours (Deel 2) | Jean de Segonzac     | Stephanie Sengupta René Balcer          | Fred Dalton Thompson - officier van justitie Arthur Branch Colm Meaney - rechter Harold Garrett Matt O'Leary - Ethan Garrett Lucinda Jenney - Elise Garrett Geneva Carr - Faith Yancy Kathleen McNenny - mrs. Lunden Gerry Becker - advocaat Cleveland Jess Weixler - Amy Buckley | 6 november 2005   |  |
| In deze tweede deel van dit verhaal stapelen de bewijzen zich op tegen de rechter. Deze slaat echter hard terug in een persoonlijke aanval, vooral tegen Goren en Logan. Ondertussen moet assistent-officier van justitie Carver proberen om de zoon te berechten in een rechtszaak. De verdediging van de zoon en zijn advocaat berust op een oude brief die Eames in 2001 heeft geschreven over het functioneren van Goren. In die brief vroeg Eames overplaatsing aan, omdat zij niet kon werken met de werkmethodes die Goren toen gebruikte. Maar tijdens deze rechtszaak komen er nieuwe bewijzen boven de tafel die de hele familie van de rechter onderuit kan halen. |            |                                 |                      |                                         | |                   |  |
| 97 | 8          | Saving Face                     | Rick Wallace         | Gerry Conway René Balcer                | Samantha Mathis - dr. Christine Ansel Lynn Cohen - Anna Ansel Henry Strozier - Leo Ansel Kevin Geer - Jules Livanski Vincent Laresca - Antonio Morales | 27 november 2005  |  |
| Wanneer een studente geneeskunde, net terug vanuit Guatemala, vermoord wordt gevonden gaan Logan en Barek op onderzoek uit. De rechercheurs verdenken dat de studente een bolletjesslikker was en dat de aflevering voor haar verkeerd afliep, maar bewijzen leidt hen naar de plastische chirurg Christine Ansel. Zij blijkt een bedrieglijke liefdadigheidsinstelling te runnen in Centraal-Amerika. Terwijl de chirurg beloond wordt voor haar werk als plastische chirurg voor kansarme mensen daar, verbergen zij en haar verpleger duistere geheimen. |            |                                 |                      |                                         | |                   |  |
| 98 | 9          | Scared Crazy                    | Marisol Torres       | Diana Son René Balcer                   | Jennifer Van Dyck - dr. Katrina Pynchon DJ Qualls - Robbie Boatman Lily Rabe - Siena Boatman Damian Young - Boaz Nelson Lee - Kevin Lee Ryan King - Matt Jasika Nicole - Gisella                                                                                                  | 4 december 2005   |  |
| Wanneer Aiden Grant, een medewerker van computerbedrijf Ubicool, wordt vermoord gaan Goren en Eames op onderzoek uit. Op het eerste gezicht denken zij dat Aiden een slachtoffer is van een verkeerd afgelopen transactie tussen Ubicool en defensie. Dan komen zij tijdens het onderzoek Robbie Boatman tegen die recht tegenover Ubicool werkt. Goren ontdekt dat Robbie niet de volledige controle heeft over zijn eigen handelen, en vermoedt dat zijn therapeute hem verkeerd beïnvloed heeft. |            |                                 |                      |                                         | |                   |  |
| 99 | 10         | Dollhouse                       | Frank Prinzi         | Gina Gionfriddo René Balcer             | Heather Burns - Claire Quinn Carlin Glynn - Ella Quinn William Wise - Gene Quinn Elizabeth Berkley - Danielle Quinn Harry O'Reilly - Henry Vinson Christopher McDonald - Declan Pace                                                                                              | 8 januari 2006    |  |
| Wanneer zakenman Joseph Sabo op straat wordt doodgeschoten gaan Logan en Barek op onderzoek uit. Het onderzoek start bij het bekijken wie in de nacht als laatste bij hem was en een motief voor de moord had. Zij komen al snel uit bij Danielle Quinn, een moeder van een kind die zes verschillende getrouwde mannen chanteerde met het feit dat hij de vader is van haar kind. Zij weten dat zij de dader is van de moord, maar als zij de andere mannen vragen om tegen haar te getuigen weigerden zij dit. Dit omdat zij bang zijn dat hun vrouwen er dan achter komen dat zij een affaire hebben gehad met de verdachte. |            |                                 |                      |                                         | |                   |  |
| 100 | 11         | Slither                         | Bill L. Norton       | Marlane Gomard Meyer René Balcer        | Dana Wheeler-Nicholson - Hilary Marsden Wynn Everett - Mala Marsden Michael Stuhlbarg - Marcel Costas Michael York - Bernard Fremont John Bolger - Russ Corbett Mariann Mayberry - Monica Corbett                                                                                 | 15 januari 2006   |  |
| Nadat Russ Corbett dood wordt gevonden aan een overdosis in een hotelkamer gaan Goren en Eames op onderzoek uit. Als zij de bewijzen volgen komen zij uit bij een feesten organiseerde Bernard Fremont, een glibberige Europeaan met een voorliefde voor blonde dames en goede wijnen. Fremont wringt zich in de levens van rijke echtparen die de stad nog niet goed kennen en steelt hun huizen leeg als de eigenaars weg zijn. Als zij in het verleden duiken van Fremont komen zij tot de ontdekking dat hij een duister verleden heeft in Azië. Tevens ontdekken de rechercheurs dat Fremont verantwoordelijk is voor het criminele leven van hun oude vijand, Nicole Wallace. |            |                                 |                      |                                         | |                   |  |
| 101 | 12         | Watch                           | Alex Chapple         | Charlie Rubin René Balcer               | Brad Renfro - Duane Winslow Alma Cuervo - Charla Geddens Mike Pniewski - Del Geddens Ethan Embry - Art Geddens Don Sparks - vliegveldagent | 22 januari 2006   |  |
| Wanneer op het strand het lichaam wordt gevonden van een vrouw gaan Logan en Barek op onderzoek uit. Na onderzoek komen zij erachter dat de vrouw werkte als prostituee en dat het lichaam in zee is gevallen vanuit de wielkast van een vliegtuig. Verder onderzoek wijst uit dat er meerdere prostituees zo aan haar einde zijn gekomen. Dan komen zij uit bij Duane Winslow, een medewerker van John F. Kennedy International Airport. Maar zij denken dat Duane niet alleen gehandeld heeft en denken dat hij een medeplichtige heeft. Een familieconnectie brengt hen bij een tweede verdachte, Art Geddens, die een geschiedenis heeft van seksueel slachtoffer en seksueel misbruiker. |            |                                 |                      |                                         | |                   |  |
| 102 | 13         | Proud Flesh                     | Frank Prinzi         | Warren Leight René Balcer               | Malcolm McDowell - Jonas Slaughter Cindy Cheung - Anna Slaughter Matthew Morrison - Chance Slaughter Elizabeth Reaser - Jillian Slaughter Ali Marsh - Grace Slaughter Alex Draper - Jonas 'Trip' Slaughter III Mark Blum - professor Larry Lewis                                  | 12 maart 2006     |  |
| Wanneer de afstammeling van de machtige radiomagnaat Jonas Slaughter onder verdachte omstandigheden dood wordt gevonden, gaan Goren en Eames op onderzoek uit. Nadat zij hun aandacht hebben gelegd op Anna Slaughter, de geboren Chinese vrouw van de broer van het slachtoffer, denken zij dat de moord een connectie heeft met een strijd over de familietrust. Maar de rechercheurs hebben nog meerdere verdachten: een kinky professor en ex-man van Anna, en een mysterieuze zakenman. Deze beide hadden ook een motief voor de moord. |            |                                 |                      |                                         | |                   |  |
| 103 | 14         | Wasichu                         | Christopher Swartout | Diana Son René Balcer                   | David Alan Basche - Jay Kendall Georgia Hatzis - Paula Kendall Armand Schultz - speciaal agent Putney Bernie McInerney - professor Murphy James Biberi - Ted Bruno Bruce McGill - congreslid Peter Bellingham                                                                     | 19 maart 2006     |  |
| Na een brute moord op een agente van de geheime dienst gaan Logan en Barek op onderzoek uit. Hun onderzoek richt op de vele cliënten van haar echtgenoot Jay Kendall, een lobbyist met vele connecties. Hieronder valt ook een cliënt die werkt voor een onpopulaire Indiaanse casino op Long Island. De rechercheurs willen ook weten waarom de echtgenoot haar laptop verstopte voor hen, en bestanden heeft verwijderd na de moord op zijn vrouw. Tevens willen zij de duistere afspraken tussen een congreslid en de echtgenoot onderzoeken, wat meerdere duistere misdaden aan het licht brengt. |            |                                 |                      |                                         | |                   |  |
| 104 | 15         | Wrongful Life                   | Darnell Martin       | Gerry Conway René Balcer                | Jonathan Tucker - Drew Ramsey Lois Markle - Janice Ramsey Alison Pill - Lisa Ramsey Talia Balsam - Victoria Carson Jessica Collins - Nikki Newsome Suzanne Grodner - Christine Newsome Vincent Piazza - Eric Newsome                                                              | 26 maart 2006     |  |
| Wanneer Eric Newsome dood wordt gevonden in een watertoren gaan Goren en Eames op onderzoek uit. Hun onderzoek wijst uit dat Eric een dossier had ingezien van een gynaecologe. Hierin staan gegevens van de moeder van de vriend van zijn zus toen zij jaren geleden zwanger was. De baby werd toen geboren met ernstige afwijkingen en nu heeft de moeder de dokter voor het gerecht gedaagd. Het dossier is nu de sleutel voor de rechtszaak en de rechercheurs denken dat Eric hierom vermoord is, nu moeten zij nog uitzoeken wie de dader is. |            |                                 |                      |                                         | |                   |  |
| 105 | 16         | Dramma Giocoso                  | John David Coles     | Stephanie Sengupta René Balcer          | Alice Krige - Gillian Booth Marin Ireland - Laura Booth Julian Sands - Philip Reinhardt Catherine Kellner - Mimi David Chandler - Matthew | 9 april 2006      |  |
| Wanneer de jonge violiste Laura Booth dood wordt gevonden in een operagebouw gaan Logan en Barek op onderzoek uit. Als eerste onderzoeken zij de arrogante dirigent Philip Reinhardt. Dan ontdekken zij dat Philip een affaire heeft met zijn sopraan Gillian Booth, en moeder van het slachtoffer. De rechercheurs vermoeden dat Philip met zowel het slachtoffer als de moeder een relatie had, dan horen zij dat er nieuwe bewijzen zijn wat nieuw licht over de zaak laat schijnen. |            |                                 |                      |                                         | |                   |  |
| 106 | 17         | Vacancy                         | Jean de Segonzac     | Gina Gionfriddo René Balcer             | Desmond Harrington - Tim Rainey Marla Schaffel - Ellen Rainey Scott Decker - Pete Jonathan Walker - agent Fred Welken Emily Bergl - Alice Kristin Vogelsong - Megan Cole | 16 april 2006     |  |
| Wanneer een van twee bruidsmeisjes vermoord wordt gevonden in een goedkope motelkamer, gaan Goren en Eames op onderzoek uit. In eerste instantie verdenken zij twee mannen die de twee bruidsmeisjes ontmoet hadden in de hotelbar. Maar op aanwijzen van de overlevende bruidsmeisje, die elke keer haar verhaal verandert, onderzoeken een taxichauffeur die hen naar dit motel had gebracht. Wanneer zij het leven van de verdachte onderzoeken ontdekken zij verontrustend bewijs. |            |                                 |                      |                                         | |                   |  |
| 107 | 18         | The Healer                      | Frank Prinzi         | Marlane Gomard Meyer René Balcer        | Sherri Saum - Lydia Wyatt Patch Darragh - Jack Strong Peter Maloney - Teddy Mercer Andre B. Blake - Daniel Esparza Oscar Isaac - Robbie Paulson | 23 april 2006     |  |
| Wanneer de lichamen van twee zussen, helemaal gewikkeld in plastic en verstikt, worden gevonden gaan Logan en Barek op onderzoek uit. Als eerste ondervragen zij de vriend van een van de slachtoffers die werkt voor Lydia Wyatt, een lokale verpleegster die vermoedelijk patiënten afperst met voodoo. Logan ondervraagt Lydia en na het bezoek krijgt hij allemaal rare aandoeningen, hij wil echter niet toegeven dat Lydia hier een hand in heeft. Nadat de rechercheurs de bankgegevens van Lydia hebben bekeken, ontdekken zij dat mensen in angst en met valse hoop kunnen leven nadat zij een consult hebben gehad met Lydia. |            |                                 |                      |                                         | |                   |  |
| 108 | 19         | Cruise to Nowhere               | Marisol Torres       | Warren Leight René Balcer               | Lou Taylor Pucci - Joey Frost Michele Pawk - Shari Frost John Pankow - Phil Lambier Michael Mastro - Jack Rosencrantz Barbara Garrick - Pam Williams Jay Patterson - Benton Williams                                                                                              | 30 april 2006     |  |
| Wanneer het lichaam van een voormalige rector magnificus uit de Hudson wordt gevist gaan Goren en Eames op onderzoek uit. Zij ontdekken dat hij een zware gokker was op een casinoboot vlak voor de kust van New York. Hun onderzoek richt zich dan op Joey Frost, een talentvolle maar arrogante gokker die nog $ 500.000,- tegoed had van het slachtoffer. Maar de rechercheurs leren ook Phil Lambier kennen, de zwager van het slachtoffer en opvoeder van Joey. Het blijkt dat Phil Joey niet alleen het pokeren heeft geleerd, maar hem ook bewust in de fatale nacht op de boot heeft geplaatst. |            |                                 |                      |                                         | |                   |  |
| 109 | 20         | To the Bone                     | Jean de Segonzac     | Warren Leight Charlie Rubin René Balcer | Carolyn McCormick - dr. Elizabeth Olivet Whoopi Goldberg - Chesley Watkins Robert Clohessy - inspecteur Roger Lemoyne Octavio Gómez Berríos - Antonio Mattini Tasha Lawrence - advocate van Antonio Mattini Jayce Bartok - Pezzy                                                  | 7 mei 2006        |  |
| Wanneer er mensen afgeslacht worden in hun woning met een kapmes gaan Logan en Barek op onderzoek uit. Zij zijn verdachten op het spoor die allen als pleegkinderen zijn opgevoed door Chesley Watkins, een pleegmoeder met een sterke wil. Dan gebeurt er iets wat de zaak echt opblaast, Logan schiet per ongeluk een undercoveragent dood. Terwijl Deakins zijn nek uitsteekt om Logan te beschermen, moet de geschokte Logan een duel aangaan met de manipulerende Chesley. |            |                                 |                      |                                         | |                   |  |
| 110 | 21         | On Fire                         | Frank Prinzi         | Diana Son René Balcer                   | Josh Hamilton - Justin Reid Adam Scarimbolo - Glynn Reid Joseph Siravo - Terry Reid Jennifer Mudge - Noreen Reid Theresa Russell - Regina Reid David Zayas - brandweercommandant Glynnis O'Connor - eerwaarde Poole Michael Rispoli - Frank Adair                                 | 14 mei 2006       |  |
| Er vindt een serie brandstichtingen plaats in kerken, bij de laatste brandstichting in St. Gerald vindt een kerkmedewerkster de dood. Goren en Eames gaan op onderzoek uit en ontdekken dat St. Gerald het primaire doelwit was en dit leidt hen naar een disfunctionele familie van een jeugdgroepleider van de kerk, Justin Reid, die $ 100.000, - gedoneerd heeft om de kerk te herbouwen. Wanneer zij in de familiegeschiedenis duiken van de familie ontdekken zij dat de stiefmoeder van Justin, Regina, Justin seksueel had verleid toen hij een tiener was. Hieruit is de halfbroer, Glynn, van Justin geboren, die nu bij een schoonmaakbedrijf werkt die al de kerken heeft schoongemaakt die later in brand zijn gezet. Ondertussen komt Deakins onder vuur te liggen als hij beschuldigd wordt in een e-mail die rondgaat. Hij heeft volgens de e-mail een politieagent gepromoveerd nadat hij in zijn opdracht gelogen heeft over de toedracht van een schietpartij waarbij een undercoveragent het leven liet (zie To the Bone, seizoen 5 aflevering 20). De afzender van deze e-mail kan getraceerd worden naar de voormalige politieagent Frank Adair, die een gevangenisstraf uitzit voor moord (zie My Good Name, seizoen 4 aflevering 22) |            |                                 |                      |                                         | |                   |  |
| 111 | 22         | The Good                        | Christopher Swartout | Gerry Conway René Balcer                | Keith Nobbs - Kevin Colemar Elisabeth Moss - Rebecca Colemar Craig Bockhorn - Dan Colemar Lynne Wintersteller - Lily Colemar Kevin Dunn - rechercheur Carson Laird Tom Riis Farrell - Wallace Kenter Tom Guiry - Marcus Randolph Helen Coxe - Claris Randolph                     | 14 mei 2005       |  |
| Nadat een echtpaar vermoord wordt gevonden in hun buitenhuis in Nassau County gaan Logan en Barek op onderzoek uit. Hun onderzoek leidt hen naar de zoon van het echtpaar, Kevin Colemar, een ex-drugsverslaafde en vermoeden dat hij de moorden heeft gepleegd uit geldproblemen. Als rechercheur Carson Laird uit Nassau County een bekentenis afdwingt van Kevin, terwijl hij niets meer herinnert van de nacht, blijven Logan en Barek hier toch hun twijfels overhouden en vermoeden dat er meer aan de hand is als eerst werd aangenomen. Deakins heeft ondertussen besloten om niet in gevecht te gaan tegen de valse beschuldigingen, maar besluit om met vervroegd pensioen te gaan. |            |                                 |                      |                                         | |                   |  |